# Let Me Love You (Until You Learn to Love Yourself)
"Let Me Love You (Until You Learn to Love Yourself) "는 미국의 가수 니요의 노래이다. 앨범 R.E.D.에 수록되어 있으며, 프로듀싱에는 역시나 스타게이트가 맡았다. 빌보드 핫 100차트 최고 성적은 6위이다.